# أبو بكر بلقايد
أبو بكر بلقايد (ولد 19 مارس 1934 في تلمسانو أغتيل في 28 سبتمبر 1995 بساحة بور سعيد الجزائر العاصمة)، سياسي جزائري، تقلد عدة مناصب وزارية ما بين 1965 و1992.
على قبره، في مقبرة العالية بالجزائر العاصمة، نقشت هذه الكلمات: «المعارك التي نخسرها هي تلك التي لا نشارك فيها».

## سيرة

### حرب الجزائر
كان نشيطًا في سن 15 عامًا وانضم إلى حركة انتصار الحريات الديمقراطية عام 1949. انظم إلى جبهة التحرير الوطني منذ إنشائها في عام 1954 حيث تقلد العديد من المسؤوليات. وهو عضو في الأمانة العامة للجمعية العامة للعمال الجزائريين (A.G.T.A) وعضو في اتحاد فرنسا في F.L.N. بعد ذلك، قام أحد العاملين في مجلس أعمال رينو بالعمل كمنسق لجمعية المحامين المكلفين بالدفاع عن السجناء والمعتقلين. اعتقل في فرنسا عام 1961، واقام في سجن فرينز حتى أبريل 1962، أطلق سراحه بموجب اتفاقيات إيفيان في 19 مارس 1962.

### بعد الاستقلال
شارك في أول معارضة للنظام الوليد. عضو أمانة حزب المعارضة الأول الذي ولد في مايو 1962، تحت قيادة محمد بوضياف، حزب الثورة الاشتراكية. قررت السلطة في ذلك الوقت إلقاء القبض على قادة حزب الثورة الاشتراكية لكن أبو بكر بلقايد تمكن من الهرب، انزلق مرة أخرى إلى الاختباء واستمر في عمل المعارضة تحت اسم حزب الثورة الاشتراكية، حتى إنشاء جبهة القوى الاشتراكية من طرف حسين أيت أحمد. اعتقل في نهاية عام 1963، وأفرج عنه بعد الاتفاق المبرم بين جبهة القوى الاشتراكية والسلطة.

## مهنة سياسية
بعد الإفراج عنه في عام 1963، قرر أبو بكر بلقايد تحويل نشاطه السياسي إلى العمل في إطار الدولة من أجل النهوض بهذه الدولة الفتية، تفانيه في العمل واخلاصه الوطني مكنه من تولي عدة مسؤوليات مختلفة على التوالي:
- 1963: رئيس قسم الإدارة الريفية، رئاسة المجلس
- 1964: مهمة البعثة، وزارة الشؤون الاجتماعية
- 1965-1967: مدير الخدمات التقنية والتربوية للتدريب المهني، وزارة العمل
- 1967-1971: مدير المعهد الوطني للتدريب المهني، وزارة العمل
- 1971-1973: رئيس قسم الطب النفساني، الجمعية الموسعة، وزارة الصناعة
- 1973-1977: مدير التعليم والثقافة، رئاسة الجمهورية
- 1977-1984: أمين عام وزارة الإسكان والعمران والإنشاء
- 1984-1986: نائب وزير البناء
- 1986-1987: وزير العمل والتدريب المهني
- 1987-1988: وزير التعليم العالي
- 1988-1989: وزير الداخلية والبيئة
- 1989-1991: خدمات رئيس الحكومة
- 1991: الوزير المسؤول عن العلاقات مع البرلمان والجمعيات
- 1991-1992: وزير الاتصال
- 1992: وزير الاتصال والثقافة